# Lee Sang-Ki
Lee Sang-Ki (en coreano: 이상기; 5 de junio de 1966) es un deportista surcoreano que compitió en esgrima, especialista en la modalidad de espada.
Participó en cuatro Juegos Olímpicos de Verano entre los años 1988 y 2000, obteniendo una medalla de bronce en Sídney 2000 en la prueba individual. Ganó una medalla de bronce en el Campeonato Mundial de Esgrima de 1994.

## Palmarés internacional
| Juegos Olímpicos   | Juegos Olímpicos   | Juegos Olímpicos  | Juegos Olímpicos   |
| Año                | Lugar              | Medalla           | Prueba             |
| ------------------ | ------------------ | ----------------- | ------------------ |
| 2000               | Sídney (Australia) | Medalla de bronce | Espada individual  |
| Campeonato Mundial |                    |                   |                    |
| Año                | Lugar              | Medalla           | Prueba             |
| 1994               | Atenas (Grecia)    | Medalla de bronce | Espada por equipos |